# Coelostegia chartacea
Coelostegia chartacea är en malvaväxtart som beskrevs av Soeg. Reksod.. Coelostegia chartacea ingår i släktet Coelostegia och familjen malvaväxter. Inga underarter finns listade i Catalogue of Life.